# Matze

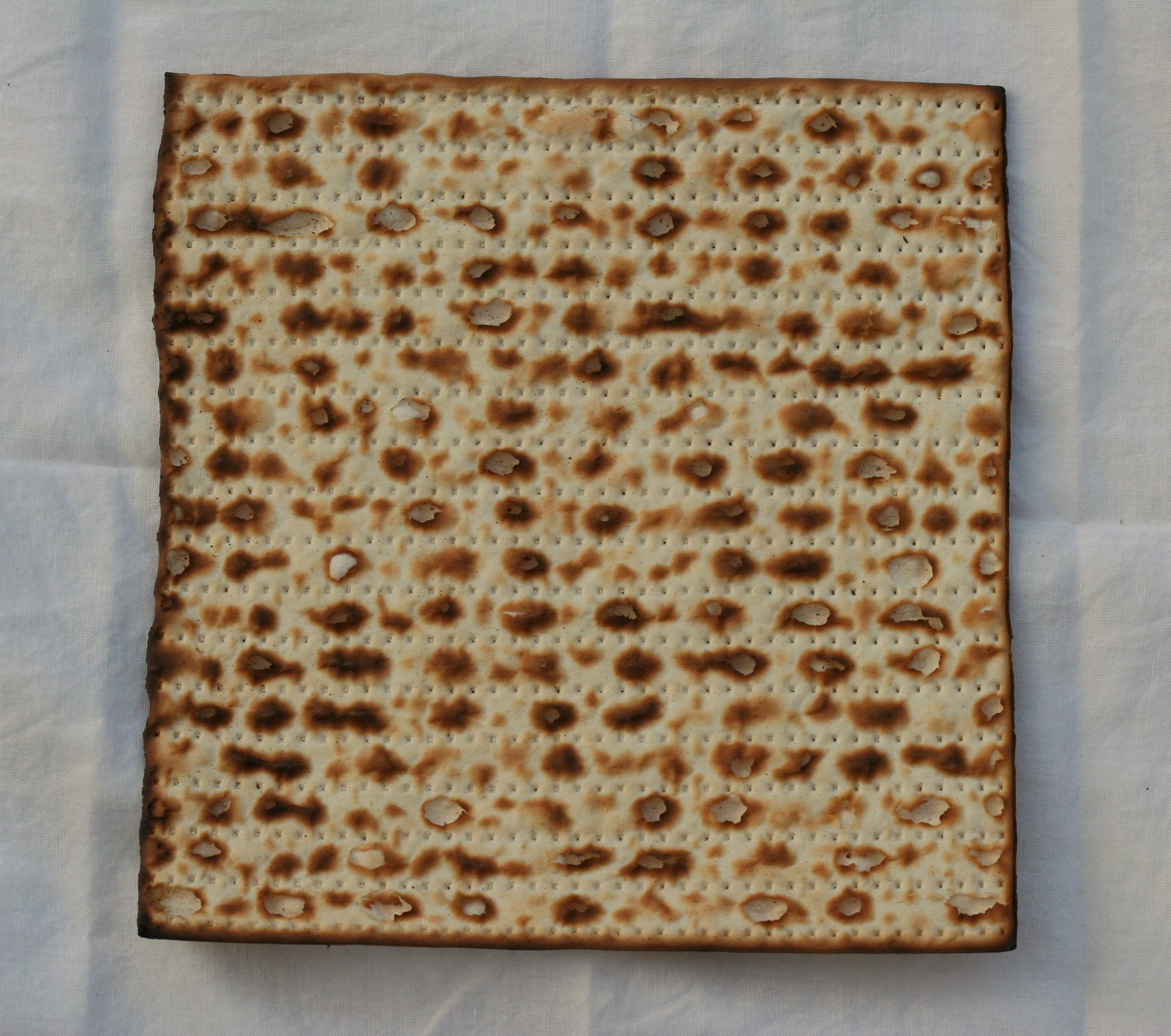
Eine Matze

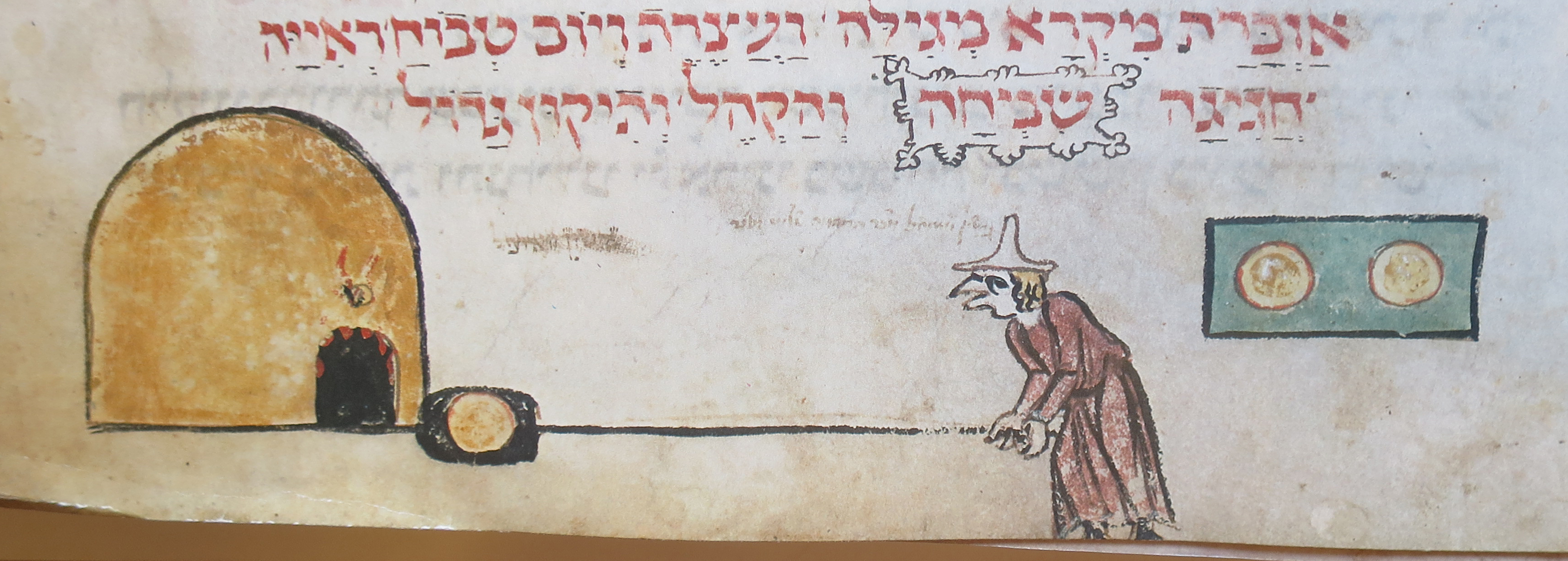
Matzebacken: Buchillustration aus dem Wormser Machsor

Matze (hebräisch מצה, matzá, „Matze“; Plural מצות, matzót, „Matzen“ – auch jiddisch מצה, mátze, „Matze“; Plural מצות, mátzes, „Matzen“), auch „ungesäuertes Brot“ genannt, ist ein dünner Brotfladen, der von religiösen und traditionsverbundenen Juden während des Pessach gegessen wird. Matze wird aus Wasser und einer der fünf Getreidearten Weizen, Roggen, Gerste, Hafer oder Dinkel ohne Triebmittel gefertigt.
Im deutschen Sprachraum sind auch die Schreibweisen Mazze, Matzen oder der Mazzen gebräuchlich.

## Religiöse Überlieferung
Matze wird zur Erinnerung an den biblisch überlieferten Auszug aus Ägypten der Israeliten gegessen. Gemäß der Überlieferung in der Tora blieb den Israeliten beim Aufbruch keine Zeit, den Teig für die Brote säuern zu lassen.

## Herstellung

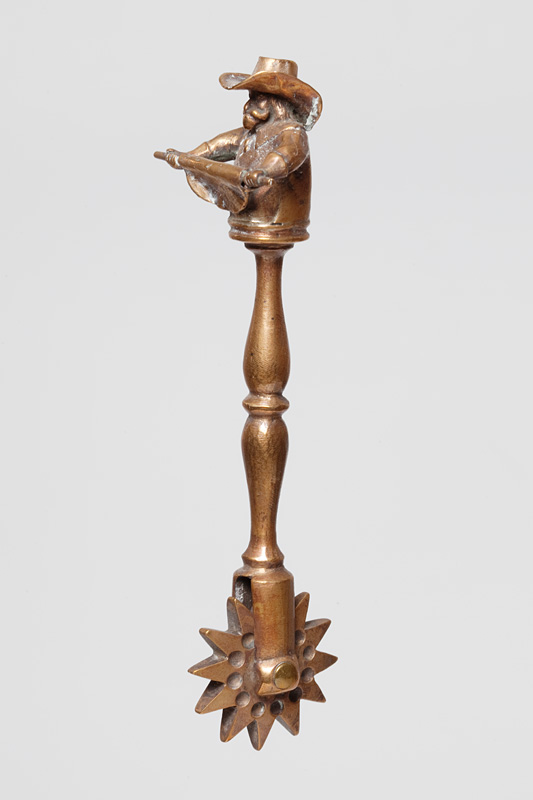
Mazzateigroller, Datierung 1840–1860, Jüdisches Museum der Schweiz (Basel)

Um gemäß den jüdischen Speisegesetzen koscher für das Pessach zu sein, unterliegt die Herstellung der Matzen rabbinischer Aufsicht. Verfrühter Kontakt des geernteten Getreides oder des Mehls mit Wasser soll vermieden werden, jeglicher Kontakt mit einem Säuerungsmittel ist verboten. Der Backprozess, vom Mischen des Mehls mit Wasser bis zur fertig gebackenen Matze, darf höchstens 18 Minuten dauern.

## Ritus
Da während der Pessach-Tage nicht nur kein gesäuertes Brot, sondern auch sonst nichts, das „gären“ könnte (beispielsweise Teigwaren, Mehl, bei den Aschkenasim auch Hülsenfrüchte und Reis), gegessen wird, werden Kuchen, Aufläufe und Ähnliches aus Matzen oder Matzemehl, das aus Matze gewonnen wird, gebacken. Orthodoxe Juden legen das Gebot des Verzichts auf „getriebenes“ Brot so streng aus, dass sie während des Pessachfestes kein Geschirr verwenden, das je mit einem mit Triebmittel hergestellten Brot in Berührung gekommen ist. In vielen orthodoxen Haushalten gibt es daher zwei spezielle Pessach-Geschirre (eins milchig, eins fleischig), bescheidenere Haushalte behelfen sich, indem alle Töpfe, Teller und Bestecke durch langes Auskochen rituell gereinigt werden.
Das Gebot, Matze zu essen, besteht nur für den ersten Pessach-Abend, den Seder (Beginn des 15. Nisan; in der jüdischen Diaspora zwei Tage: 15. und 16. Nisan). Für den Rest der Woche gilt lediglich, dass kein Chametz, also nichts Gesäuertes, gegessen werden darf. Am Seder-Abend gehören drei besondere Matzen – üblicherweise handgebacken und dicker als die gewöhnlichen – auf den Tisch: Die oberste Matze symbolisiert die Kohanim (Tempelpriester), die mittlere die Leviten (die Tempeldiener) und die unterste schließlich Israel, das Volk der Israeliten. Jede dieser drei Matzot ist von den anderen durch ein Tuch getrennt. Jedem Juden ist es geboten, ein Stückchen davon zu essen. Ebenfalls wichtig ist am Seder die Prozedur des Versteckens und des „Wiederauffindens“ des Afikomans, ein Spaß für die am Seder teilnehmenden Kinder.
Neben den gewöhnlichen Matzen gibt es noch die Mazza schmura („bewachte Mazza“). Bei der gewöhnlichen Matze wird darauf geachtet, dass sie von dem Augenblick an, in dem die Körner gemahlen und das Mehl weiter verarbeitet wird, nicht zu Gesäuertem wird. Über die Mazza schmura wird schon von der Ernte an gewacht. In jedem Stadium, angefangen von der Ernte, bis zur letzten Phase, in der gebacken wird, droht die Gefahr, dass Getreide, Mehl oder Teig Gesäuertes werden, durch zu starke Hitze, Luftfeuchtigkeit oder auch zu langes Kneten.
Frühere jüdische Generationen backten besondere Matzen für den Sederabend, und zwar eigenhändig am Nachmittag des gleichen Tages. Diese Matzen sind die so genannten mazzot mizwa („Matzen des Gebots“); denn sie sind für das Befolgen eines Gebotes bestimmt, das heißt, sie werden am Sederabend gegessen.

## Matzenbrei

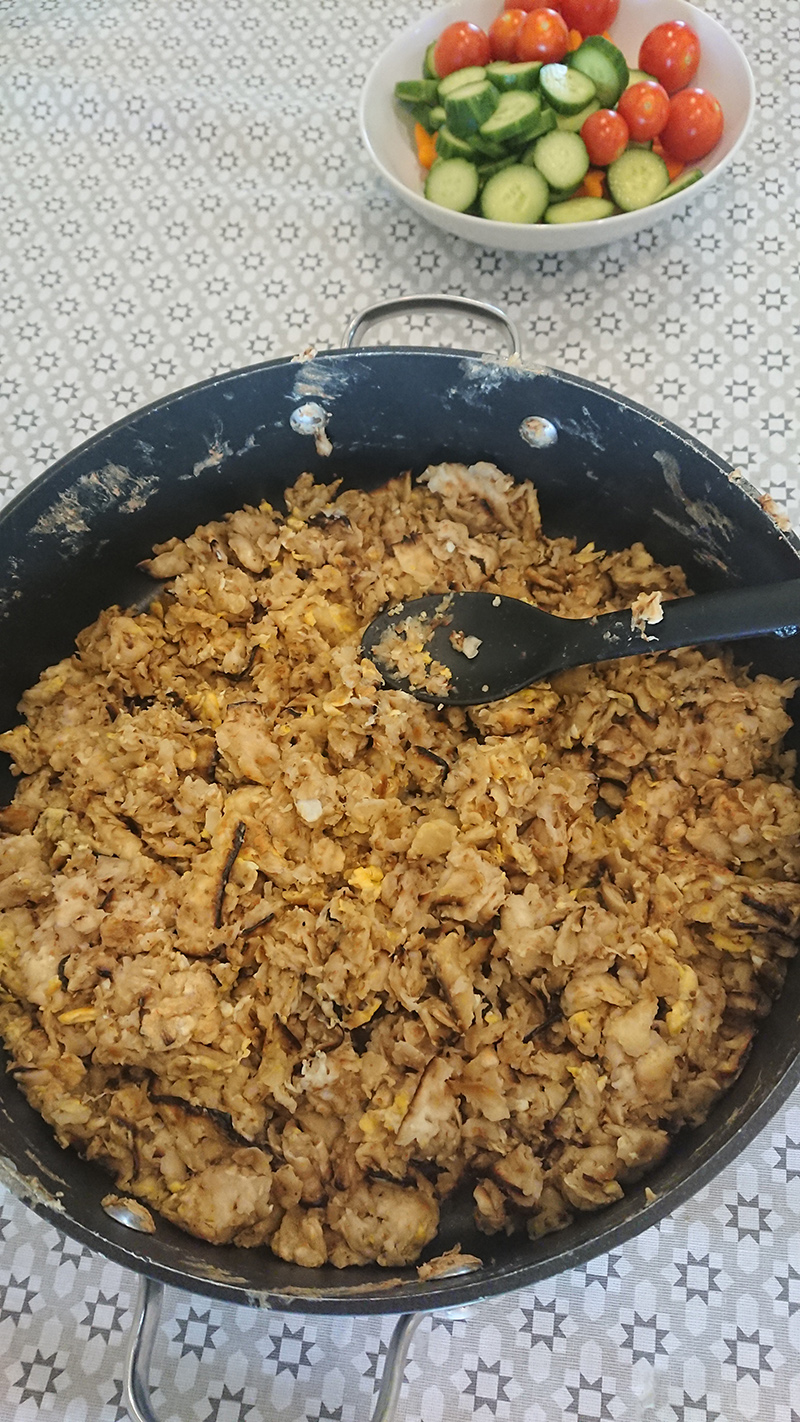
Matzenbrei

Matzenbrei (מצה בריי, matzah brei, מצה מטוגנת, matzah metugenet) ist ein aschkenasisches Gericht, das oft als Frühstück während des Pessach auf den Tisch kommt.
Die Zubereitung und die Zutaten können variieren; ein einfaches Rezept für Matzenbrei ist, die Matzen in kleine Teile zu brechen und in Milch oder Wasser zu legen, bis diese fast vollgesogen sind, dann Eier und Gewürze in die entstandene Masse zu geben und in einer Pfanne mit erhitzter Butter zu backen. Der Matzenbrei kann mit verschiedenen süßen oder salzigen Soßen serviert werden.
Polnische Juden haben einen einfachen Merkspruch für das Matzebrei-Rezept entwickelt: polnisch jedna maca jedno jajo, druga maca drugie jajo (eine Matze ein Ei, zwei Matzen zwei Eier). Dieses Rezept wird scherzhaft gebraucht, da es als Wortspiel eine doppelte Bedeutung hat.